# Miniflux
 (mars 2014).
Chronologie des versions
2.1.1
Miniflux est un agrégateur de flux RSS minimaliste. C'est une application web libre diffusée sous licence AGPL.
Ce logiciel est prévu pour être auto-hébergé sur son propre serveur ou sur un hébergement mutualisé.

## Caractéristiques
- Mises à jour : il est possible de mettre à jour ses abonnements depuis une tâche planifiée (cronjob) ou depuis l'interface web (Ajax). De plus, Miniflux vérifie les en-têtes HTTP et met à jour les flux uniquement lorsque c'est nécessaire.
- Réseaux sociaux : Miniflux ne s'intègre pas avec les réseaux sociaux, il n'y a donc aucune forme de partage, d'envoi par email ou encore de système de favoris.
- Publicité : les publicités dans les abonnements sont supprimées automatiquement ainsi que tout éventuel "pixel espion" (image de 1px sur 1px utilisée par les outils de statistiques). De plus, les liens externes ne transmettent pas le référent (l'adresse web d'où l'utilisateur vient).
- Données personnelles : Miniflux est compatible avec le format OPML qui permet d'importer ou d'exporter sa liste d'abonnements[1].
- Accessibilité : une fois installé, Miniflux est accessible à la manière d'une application web depuis n'importe quel navigateur web et ce même sur les appareils mobiles.
- Interface de programmation: Le logiciel intègre une interface de programmation de sorte à voir créer des scripts afin d'automatiser certaines tâches comme la création d'un utilisateur, de récupérer des statistiques ou encore de récupérer des données concernant son flux ou ses abonnements[2].